# 小行星8911
小行星8911（英語：8911 Kawaguchijun）是一颗围绕太阳公转的小行星。1995年12月17日，小林隆男在大泉天文台发现了此天体。
这颗小行星的绝对星等为167.8484313035282等。